# Fountain Valley
Fountain Valley és una ciutat del Comtat d'Orange (Califòrnia). Segons el cens del 2010 tenia 58.741 habitants.

## Demografia
Segons el cens del 2000, Fountain Valley tenia 54.978 habitants, 18.162 habitatges, i 14.220 famílies. La densitat de població era de 2.382,4 habitants/km².
Dels 18.162 habitatges en un 34,3% hi vivien nens de menys de 18 anys, en un 63,4% hi vivien parelles casades, en un 10,5% dones solteres, i en un 21,7% no eren unitats familiars. En el 16% dels habitatges hi vivien persones soles el 5,5% de les quals corresponia a persones de 65 anys o més que vivien soles. El nombre mitjà de persones vivint en cada habitatge era de 3 i el nombre mitjà de persones que vivien en cada família era de 3,35.
Per edats la població es repartia de la següent manera: un 23,5% tenia menys de 18 anys, un 7,9% entre 18 i 24, un 30,1% entre 25 i 44, un 27,2% de 45 a 60 i un 11,3% 65 anys o més.
L'edat mediana era de 38 anys. Per cada 100 dones de 18 o més anys hi havia 93 homes.
La renda mediana per habitatge era de 69.734 $ i la renda mediana per família de 74.502 $. Els homes tenien una renda mediana de 50.399 $ mentre que les dones 36.089 $. La renda per capita de la població era de 26.521 $. Entorn del 3% de les famílies i el 4,3% de la població estaven per davall del llindar de pobresa.

## Poblacions properes
El següent diagrama mostra les poblacions més properes.